# جيف ميتشيل (لاعب كرة قدم أمريكية)
جيف ميتشيل (بالإنجليزية: Jeff Mitchell)‏ هو لاعب كرة قدم أمريكية أمريكي، ولد في 29 يناير 1974 في دالاس في الولايات المتحدة.

## وصلات خارجية
- جيف ميتشيل على موقع مرجع كرة القدم المحترفة.كوم (الإنجليزية)